# Contraponto
O contraponto, na música, é uma técnica usada na composição onde duas ou mais vozes melódicas são compostas levando-se em conta, simultaneamente:
1. o perfil melódico de cada uma delas; e
2. a qualidade intervalar e harmônica gerada pela sobreposição das duas ou mais melodias.

Identifica-se mais com a música europeia ocidental, tendo sido fortemente trabalhado na renascença e também foi uma técnica dominante a partir desse período até o romantismo, passando pelo barroco e o classicismo. O termo  origina-se  do latim punctos contra puntum (nota contra nota) e surge na época em que o cantochão começou a ser substituído nas igrejas  pelo canto com mais do que uma linha melódica (voz). Foi criado como o propósito de traduzir em música a fé religiosa, refletindo a eterna busca de Deus através da música. A arte do contraponto atingiu o seu apogeu em Johann Sebastian Bach.

## Princípios gerais
Desde que foi criado, a escrita de música organizada contrapontualmente tem estado sujeita a regras, algumas vezes bastante restritivas. Por definição, acordes ocorrem quando três ou mais notas soam simultaneamente (visto que duas notas simultâneas são consideradas um intervalo). Entretanto, os aspectos verticais, harmônicos, de acordes, são considerados secundários e quase incidentais quando o contraponto é o principal elemento criador de textura. O foco do contraponto é interação melódica e não os efeitos harmônicos gerados quando  linhas melódicas soam concomitantemente. Nas palavras de John Rahn:
"É difícil escrever uma bela melodia. Mais difícil ainda é escrever diversas belas melodias que, entoadas simultaneamente, soem como um todo polifônico ainda mais belo. As estruturas internas criadas para cada uma das vozes, precisam contribuir, separadamente para a estrutura polifônica emergente a qual, por sua vez, precisa reforçar e comentar as estruturas das vozes individuais. A maneira de se alcançar esse objetivo, em detalhes, chama-se … 'contraponto' ".
A separação entre harmonia e contraponto não é absoluta. É impossível escrever linhas simultâneas sem produzir harmonia e é impossível escrever harmonia sem atividade linear. O compositor que preferir ignorar um ponto em detrimento do outro ainda tem que encarar o fato de que o ouvinte não pode desligar seu escutar linearmente e as  harmonias quando deseja, arriscando-se tal compositor a criar inintencionalmente distrações entediantes. O contraponto de Johann Sebastian Bach, frequentemente considerado a síntese mais profunda, jamais alcançada, das duas dimensões, é extremamente rica harmonicamente, com a tonalidade sempre claramente direcionada, ao mesmo tempo em que suas linhas se mantêm fascinantes.

## Desenvolvimento
O contraponto foi extensivamente elaborado na Renascença, mas os compositores do barroco o levaram a seu ápice. E, pode-se dizer que, grosso modo, na época, a harmonia assumiu o papel preponderante como o princípio organizacional da composição musical. Johann Sebastian Bach, compositor do barroco tardio, incorporou o contraponto à maior parte das composições que escreveu, e explorou sistemática e explicitamente toda a gama de possibilidades contrapontísticas em obras tais como A Arte da Fuga. 
Considerando-se o modo como a terminologia evoluiu ao longo da história da música, as obras criadas a partir do período barroco são descritas como contrapontísticas, enquanto que a música anterior ao barroco é dita polifônica. Assim, diz-se que o compositor renascentista Josquin des Prez escreveu música polifônica.
Homofonia, por contraste com polifonia, é música na qual os acordes ou intervalos verticais trabalham com uma melodia simples sem dar muita consideração ao caráter melódico dos elementos de acompanhamento acrescentados ou de suas interações melódicas com a melodia que acompanham. Sob este ponto de vista, a música popular escrita atualmente é predominantemente homofônica, principalmente pela avaliação dos acordes e da harmonia, mas, embora as tendências gerais, numa e noutra direção, possam ser ligeiramente predominantes, descrever uma peça musical como polifônica ou homofônica, em termos absolutos, é uma questão de intensidade com que a obra se adequa a uma ou outra definição.
A forma ou o gênero composicional conhecida como fuga é, talvez, a de convenção contrapontística mais complexa. Outros exemplos incluem o redondo ( uma composição musical em que duas ou mais vozes cantam simultaneamente a mesma melodia, sem parar, mas com cada voz começando em momentos diferentes. Estilo comum nas tradições folclóricas)  e o cânone.
Na composição musical, as técnicas do contraponto permitem que os compositores criem "ironias" musicais que servem, não apenas para deixar os ouvintes curiosos e desejosos de escutar mais atentamente aos diversos matizes das complexidades encontradas na textura de uma composição polifônica, mas também em induzi-los a prestar mais atenção à obra indo além desses símbolos e interações do diálogo musical. E também produzem uma série de reações diferentes, uma vez que as ondas sonoras são capazes de produzir sensações e sentimentos no corpo através da diferença de frequência de sons que o ouvido humano percebe. Como em épocas remotas algumas modalidades de som foram proibidas por serem consideradas hipnóticas, a exploração desta nova gama de som, um vez que a teoria musical da harmonia e da melodia já haviam esgotado novidades, faz com que a sonorização desse tipo de música projete novos significados e ideias.  Escutado sozinho, um fragmento melódico cria uma determinada impressão; mas se esse mesmo fragmento é escutado simultaneamente com outras ideias melódicas ou combinado, de maneira inesperada, consigo mesmo, como num cânone ou numa fuga, são reveladas maiores profundidades do significado afetivo. Através do desenvolvimento de uma ideia musical, os diversos fragmentos acabam criando algo maior do que a simples soma das partes, algo conceitualmente mais profundo  do que uma melodia simplesmente agradável.
Exemplos excelentes do uso do contraponto no Jazz podem ser encontrados (entre outros) em:
- Young Blood de Gerry Mulligan;
- Invention for Guitar and Trumpet e Theme and Variations de Bill Holman; e,
- gravações de Stan Getz, Bob Brookmeyer, Johnny Richards, e Jimmy Giuffre.

## Contraponto através das espécies
O contraponto através das espécies é um tipo de contraponto conhecido como estrito que foi desenvolvido como uma ferramenta pedagógica na qual o estudante avança através de várias espécies de complexidade crescente, trabalhando sempre no cantus firmus, expressão latina que significa melodia fixa, sobre uma mesma parte bastante plana que lhe é fornecida,. Gradualmente, o estudante adquire a  habilidade de escrever contraponto livre, isto é, um contraponto menos rigorosamente restrito, frequentemente sem o cantus firmus, segundo as regras estabelecidas e num intervalo de tempo  especificado. A ideia, pelo menos, é tão velha quanto 1532, quando Giovanni Maria Lanfraco descreveu um conceito semelhante em seu Scintille di música.  No final do século XVI, o teórico veneziano, Zarlino trabalhou sobre esta ideia em seu influente Le institutioni harmoniche e foi primeiro apresentado numa forma codificada em 1619 por Lodovico Zacconi em sua obra Prattica di música. Zacconi, diferente dos teóricos posteriores, incluiu entre as espécies, umas poucas técnicas contrapontísticas, por exemplo, o contraponto invertido.
Johann Fux foi, de longe, o pedagogo mais famoso a utilizar o termo, e o que o divulgou. Em 1725, ele publicou seu Gradus ad Parnassum (Passo a Passo em Direção ao Parnaso) um trabalho destinado a ensinar os estudantes como compor, usando o contraponto—especificamente, o estilo contrapontístico conforme praticado por Palestrina no final do século XVI—como a técnica principal. Como base para sua simplificada e super-restritiva codificação, Fux descreveu cinco espécies:
1. Nota contra nota;
2. Duas notas contra uma;
3. Quatro (aumentado para incluir três, ou seis etc. por outros) notas contra uma;
4. Notas deslocadas em relação a cada outra (como suspensões); e,
5. Todas as quatro espécies juntas, como contraponto ornamentado.

Uma grande quantidade de teóricos posteriores imitaram bem de perto o trabalho original de Fux, porém com pequenas e idiossincráticas alterações das regras. Um bom exemplo é Luigi Cherubini.

### Considerações para todas as espécies
Os estudantes do contraponto baseado em espécies geralmente praticam escrevendo contraponto em todos os modos exceto o lócrio (dórico, jônio, frígio, lídio, mixolidio e eólio). As regras a seguir se aplicam à escrita melódica para cada parte de cada espécie:
1. O final deve ser alcançado por intervalos de segunda (step). Se o final está sendo atingindo por baixo, a tonalidade principal deve ser elevada, exceto para  o caso do modo frígio. Portanto, por exemplo, para o modo dórico em Ré, será preciso um Dó sustenido na cadência.
2. Os intervalos consonantes são a quinta justa, a oitava justa, terça Maior e menor, sexta Maior e menor;
3. Os intervalos dissonantes são a segunda maior e menor, sétima maior e menor, além de todos os intervalos diminutos ou aumentados;
4. Ao se escrever dois pulos (skips) de terças ou quartas na mesma direção–algo que deve ser feito apenas muito raramente–o segundo deve ser menor do que o primeiro e o intervalo entre a primeira e a terceira nota não deve ser dissonante.
5. Ao se escrever um salto numa direção, é melhor, depois do salto, se mover na outra direção.
6. O intervalo de um trítono em três notas deve ser evitado (por exemplo, um movimento de ascensão melódica Fá-Lá-Si natural), como também um intervalo de sétima com três notas.

E, para todas as espécies, se aplicam as seguintes regras quanto à combinação entre as partes:
1. O contraponto deve começar e iniciar numa consonância perfeita.
2. O movimento contrário deve ser predominante.
3. Entre duas partes adjacentes não deve ser excedido o intervalo de décima, a menos que por necessidade.

### Primeira espécie
No contraponto de primeira espécie, é acrescentada uma linha melódica, também chamada de parte ou voz acima ou abaixo do  cantus firmus. No seu Gradus Ad Parnassum, Fux utilizou seis cantus firmi, um para cada um dos modos, os quais servem de base para a construção dos cânones de cada espécie, cada nota da parte acrescentada  deve soar junto  com uma nota do cantus firmus. Em todas as partes as notas soam e se movem simultaneamente, umas em relação às outras. A espécie é dita expandida se qualquer uma das notas acrescentadas forem fragmentadas, ou simplesmente repetidas.
No contexto actual, um  salto é um intervalo de quinta ou maior.
A seguir, listam-se algumas regras adicionais definidas por Fux em função de seu estudo do estilo de Giovanni Pierluigi da Palestrina que também aparecem em trabalhos de pedagogos posteriores. Algumas são vagas, mas uma vez que os contrapontistas sempre foram aconselhados a utilizar o bom senso e o bom gosto à frente da adesão cega a regras, são mais alertas do que proibições. Entretanto, outras estão bem próximas da obrigatoriedade e são aceitas pela maior parte das autoridades no assunto.
1. Começar e terminar ou no uníssono, na oitava ou na quinta, a menos que a parte acrescentada esteja abaixo do cantus firmus ou de outra parte, neste caso devem começar e terminar apenas em uníssono ou oitava.
2. Não utilizar uníssono a não ser no início e no fim.
3. Evitar quintas ou oitavas paralelas, ocultas ou não, entre quaisquer duas partes: isto é, as linhas melódicas devem se mover no mesmo sentido em direção a uma quinta perfeita ou oitava, a menos que uma parte, geralmente restrito á parte mais  alta, se move de uma segunda.
4. Evitar movimentos em quartas paralelas. Na prática, Palestrina e outros se permitiam tais progressões especialmente se não estivessem envolvidas partes mais baixas.
5. Evitar movimentos durante muito tempo em terças paralelas e sextas.
6. Tentar manter quaisquer duas partes adjacentes dentro de uma décima a menos que uma linha especialmente agradável possa ser escrita movendo-se para fora desses  limites.
7. Evitar que quaisquer duas partes se movam na mesma direcção em terças ou quartas.
8. Tentar agregar o maior número possível de movimentos contrários.
9. Evitar intervalos dissonantes entre quaisquer duas partes: segunda maior ou menor; sétima maior ou menor; qualquer intervalo aumentado ou diminuto; e a quarta perfeita (em muitos contextos)

No exemplo a seguir, em duas partes, o cantus firmus é a parte do baixo. (O mesmo cantus firmus é utilizado nos exemplos posteriores. Cada um está no modo Dórico.

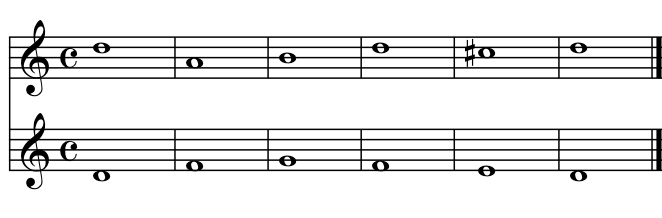
Pequeno exemplo de contraponto da "Primeira Espécie"

Contraponto de primeira espécieⓘ

### Segunda espécie
No contraponto de segunda espécie, duas notas em cada uma das partes acrescentadas devem corresponder a cada semibreve na parte de base. A espécie é dita expandida se uma dessas duas notas menores diferir da outra pela duração.
Além das regras para o contraponto de primeira espécie, as seguintes considerações aplicam-se, à segunda espécie:
1. É permitido começar numa anacruse, mantendo uma semi-pausa na voz acrescentada.
2. O tempo forte tem que ter consonância (perfeita ou imperfeita). O tempo fraco pode ter dissonância, mas somente ao mudar de tonalidade, isto é, deve ser buscado e mantido através de um intervalo de segunda na mesma direção.
3. Evitar o uníssono exceto no início e no fim do exemplo, a menos que possa ocorrer num tempo fraco do compasso.
4. Ser cauteloso no uso de sucessivas quintas perfeitas ou oitavas acentuadas. Eles não devem ser utilizados como parte de um padrão sequencial.

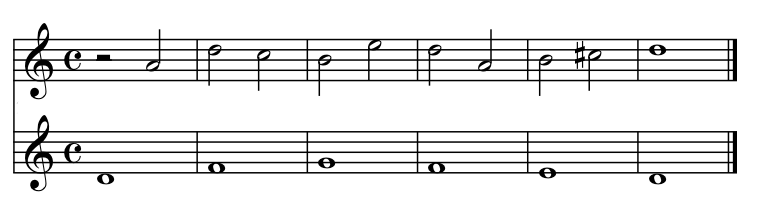
Pequeno exemplo de um contraponto de segunda espécie

Contraponto de segunda espécieⓘ

### Terceira espécie
No contraponto de terceira espécie, quatro (ou três etc.) notas se movem junto com cada nota mais longa da parte fornecida como base. Como no caso do contraponto de segunda espécie, ele é dito expandido  se notas de valores menores variam entre si quanto à duração.

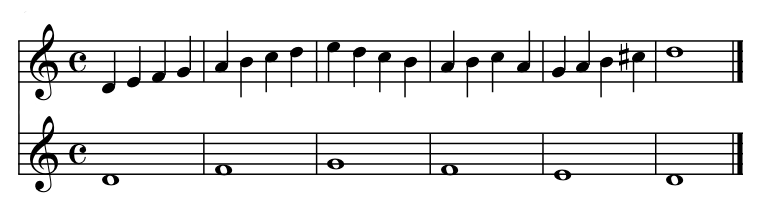
pequeno exemplo de um contraponto de "Terceira Espécie"

Contraponto de terceira espécieⓘ

### Quarta espécie
No contraponto de quarta espécie, algumas notas na parte acrescentada são sustentadas ou suspensas enquanto as notas da parte fornecida como base se movem em relação a elas, criando, com frequência,  uma dissonância no tempo (do compasso), seguida pela nota suspensa que logo muda para criar uma consonância com a nota na parte fornecida na medida em que ela continua a soar. Como no caso anterior, o contraponto de quarta espécie é dito expandido quando as notas da parte acrescentada  variam entre si pela duração. A técnica necessita de cadeia de notas sustentadas ao longo dos limites determinados pelo tempo (do compasso) e, portanto, cria uma síncope

Pequeno exemplo de um contraponto de "Quarta Espécie"

Contraponto de quarta espécieⓘ

### Contraponto floreado
No contraponto de quinta espécie, algumas vezes chamado de contraponto floreado, as outras quatro espécies de contraponto são combinadas nas partes acrescentadas. No exemplo a seguir, o primeiro e segundo compassos são de segunda espécie, o terceiro compasso é de terceira espécie e o quarto e quinto compassos são de terceira e quarta espécies adornadas.

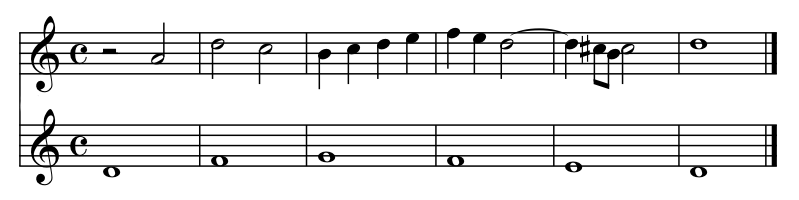
Pequeno exemplo de contraponto "Floreado"

Contraponto floreado ou de quinta espécieⓘ

## Derivações contrapontísticas
Desde o período renascentista da música europeia, muita música considerada contrapontística tem sido escrita em contraponto imitativo. No contraponto imitativo, duas ou mais vozes entram em momentos diferentes e, especialmente quando entram, cada voz repete a mesma versão do elemento melódico. A fantasia, o ricercar e, mais tarde, o cânone e a fuga (forma contrapontística par excellence), todos, são escritos em contraponto imitativo, o qual também aparece com frequência me obras corais tais como motetos, e madrigais. O contraponto imitativo gerou uma série de recursos para os quais os compositores se voltaram para dar às suas obras tanto rigor matemático como um caráter expressivo. Alguns desses recursos são:
- Inversão melódica. O inverso de um determinado fragmento melódico é virar de cabeça para baixo o fragmento – assim, se, por exemplo, o fragmento tem uma terça maior ascendente, o fragmento invertido tem uma terça maior (ou talvez menor) descendente e assim por diante. Compare na técnica dodecafônica a inversão da linha tonal que é a assim chamada primeira série virada de cabeça para baixo.

Nota: No contraponto invertido, inclusive nos contrapontos  duplo e o triplo o termo inversão é usado num sentido inteiramente diferente. Pelo menos um par de partes são trocadas de modo que uma que era alta se torna baixa. Ver Inversão no contraponto (em inglês); Não é um tipo de imitação, mas um rearranjo das partes.
- Movimento retrógrado se refere ao recurso contrapontístico onde as notas numa voz imitativa soa de trás para a frente em relação  à sua ordem original.
- Inversão do movimento retrógrado acontece quando a voz imitativa soa as notas de trás para frente e invertidas.
- Aumento é quando numa das partes no contraponto imitativo as notas são têm sua duração aumentada em comparação com sua duração ao serem introduzidas na composição.
- Diminuição é quando numa das partes no contraponto imitativo as notas têm menor duração do que quando foram introduzidas na composição.

## Contraponto dissonante
O 'Contraponto dissonante foi primeiro teorizado por Charles Seeger  como, "antes de mais nada uma disciplina simplesmente acadêmica", consistindo do contraponto baseado em espécies mas com todas as regras tradicionais espelhadas. O contraponto de primeira espécie deve ser todo dissonâncias, definindo "dissonâncias, ao invés de consonâncias, como a regra", e as consonâncias são resolvidas por intervalos de terças ou quartas e não por intervalos de segundas. Ele escreveu que "o efeito desta disciplina" era a "purificação da pessoa". Outros aspectos de composição, tais como o ritmo, podem ser tornados "dissonantes" aplicando-se o mesmo princípio.
Seeger não foi o primeiro a utilizar o contraponto dissonante, mas foi o primeiro a teorizá-lo e a promovê-lo. Outros compositores que também têm utilizado o contraponto dissonante, embora não conforme  prescrito por Charles Seeger são: Ruth Crawford-Seeger, Carl Ruggles, Henry Cowell, Henry Brant, Dane Rudhyar, Lou Harrison, Fartein Valen, e Arnold Schoenberg.